# تسمم الكحول في كرناتكا
تسمم الكحول في كرناتكا هي الوفيات في ولاية كرناتكا في الهند عام 1981 بسبب تناول الخمور غير المشروعة. في يوليو 1981 توفي حوالي 308 أشخاص في بنغالور بسبب الخمور غير المشروعة. أدى غش الكحول الميثيلي في الخمور الرخيصة إلى عديد الوفيات.
يعد توافر الكحول الزائف الرخيص (المعروف باسم هوش) مشكلة حول منطقة طريق تانيري في كانتون بنغالور، حيث أصبح العديد من السكان مدمنين. ماريموثو (الذي أصبح فيما بعد مستشار مدينة بنغالور الضخمة) و أمير جان كانا يديران الاحتيال. يتم تخمير الهوش من الكحول الصناعي، عن طريق فصل كحول الميثيل وإضافة الماء وهي عملية خطيرة يمكن أن تترك آثارًا من كحول الميثيل السام. الشراب هو سم بطيء يضر بالكلى والأمعاء، ويؤدي إلى الموت البطيء. في 7 يوليو 1981توفي حوالي 300 شخص (الأرقام الرسمية 229) حول منطقة طريق تانيري نتيجة تناول هذا الكحول المزيف. كان معظم الضحايا من الداليت الفقراء. سجلت الشرطة قضايا ضد 63 شخصًا، لكن لم تتم إدانة أو معاقبة أي منهم. كشفت لجنة تحقيق عن وجود علاقة بين بعض السياسيين والمهربين. تم دفع مبلغ ضئيل قدره 1.000 روبية هندية لكل أسرة للضحايا من قبل حكومة غوندو راو.